# Шипуновський район
Шипуно́вський район (рос. Шипуновский район) — район у складі Алтайського краю Російської Федерації.
Адміністративний центр — село Шипуново.

## Історія
Район утворений 1924 року.

## Населення
Населення — 31157 осіб (2019; 33285 в 2010, 36299 у 2002).

## Адміністративний поділ
Район адміністративно поділяється на 19 сільських поселень (сільрад):
| Поселення                    | Площа, км² | Населення, осіб (2002) | Населення, осіб (2010) | Населення, осіб (2019) | Центр         | Населені пункти |
| ---------------------------- | ---------- | ---------------------- | ---------------------- | ---------------------- | ------------- | --------------- |
| Білоглазовська сільська рада | 162,00     | 1461                   | 1174                   | 1030                   | Білоглазово   | 3               |
| Бобровська сільська рада     | 213,47     | 1083                   | 949                    | 907                    | Бобровка      | 2               |
| Войковська сільська рада     | 230,04     | 1243                   | 1048                   | 873                    | Усть-Порозіха | 4               |
| Горьковська сільська рада    | 249,05     | 1521                   | 1383                   | 1165                   | Горьковське   | 3               |
| Єльцовська сільська рада     | 412,46     | 1759                   | 1411                   | 1124                   | Єльцовка      | 5               |
| Зеркальська сільська рада    | 302,97     | 1505                   | 1173                   | 991                    | Зеркали       | 3               |
| Ільїнська сільська рада      | 160,15     | 856                    | 612                    | 464                    | Ільїнка       | 2               |
| Комаріхинська сільська рада  | 199,77     | 1200                   | 1081                   | 963                    | Комаріха      | 1               |
| Красноярівська сільська рада | 209,71     | 1495                   | 1280                   | 1126                   | Красний Яр    | 4               |
| Нечунаєвська сільська рада   | 196,17     | 1174                   | 1043                   | 948                    | Нечунаєво     | 2               |
| Первомайська сільська рада   | 240,55     | 1382                   | 1139                   | 957                    | Первомайський | 4               |
| Порожненська сільська рада   | 273,60     | 1553                   | 1365                   | 1150                   | Порожнє       | 3               |
| Родинська сільська рада      | 202,34     | 1552                   | 1324                   | 1113                   | Родино        | 2               |
| Російська сільська рада      | 285,50     | 1989                   | 1829                   | 1327                   | Шипуново      | 3               |
| Самсоновська сільська рада   | 261,01     | 1045                   | 881                    | 859                    | Самсоново     | 3               |
| Тугозвоновська сільська рада | 241,80     | 1690                   | 1426                   | 1258                   | Тугозвоново   | 2               |
| Урлаповська сільська рада    | 251,59     | 965                    | 846                    | 794                    | Урлапово      | 1               |
| Хлопуновська сільська рада   | 126,99     | 1305                   | 1194                   | 1068                   | Хлопуново     | 2               |
| Шипуновська сільська рада    | 36,45      | 11521                  | 12127                  | 13040                  | Шипуново      | 1               |

- 2010 року ліквідована Баталовська сільська рада, територія увійшла до складу Порожненської сільської ради[4]; ліквідована Новоівановська сільська рада, територія увійшла до складу Первомайської сільської ради[5].
- 2011 року ліквідована Кузнечихинська сільська рада, територія увійшла до складу Єльцовської сільської ради[6]; ліквідована Биковська сільська рада, територія увійшла до складу Російської сільської ради[7].

## Найбільші населені пункти
Нижче подано список населених пунктів з чисельністю населенням понад 1000 осіб:
| № | Населений пункт             | Населення, осіб (2002) | Населення, осіб (2010) |
| - | --------------------------- | ---------------------- | ---------------------- |
| 1 | Шипуново (Шипуновська с.р.) | 11521                  | 12127                  |
| 2 | Родино                      | 1541                   | 1320                   |
| 3 | Тугозвоново                 | 1437                   | 1222                   |
| 4 | Горьковське                 | 1290                   | 1202                   |
| 5 | Комаріха                    | 1200                   | 1081                   |
| 6 | Красний Яр                  | 1128                   | 1055                   |
| 7 | Шипуново (Російська с.р.)   | 1120                   | 1026                   |